# Grizzly Bear

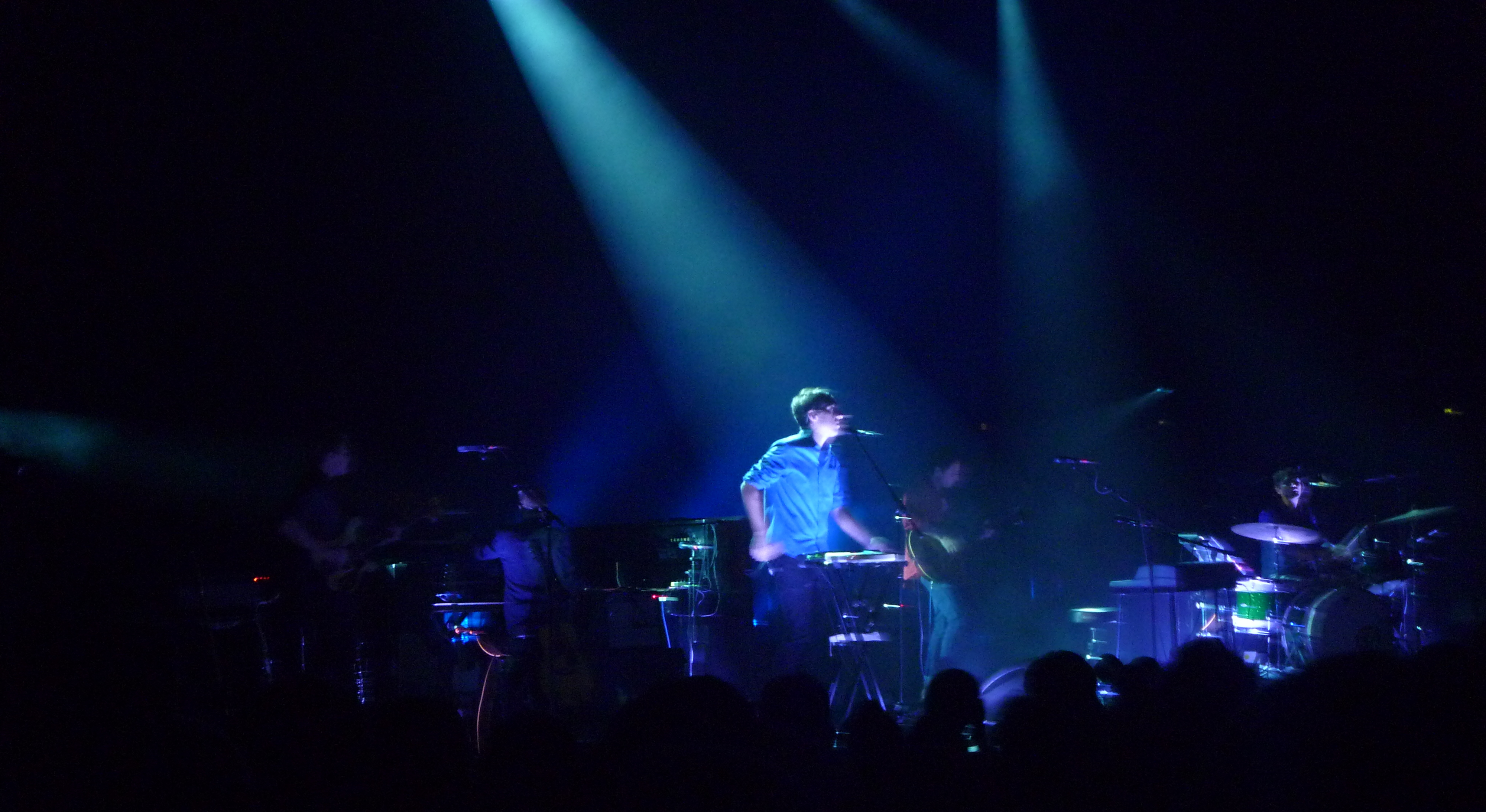
Grizzly Bear (2012)

Grizzly Bear – pochodząca z Brooklynu grupa muzyczna, w skład której wchodzą Daniel Rossen (śpiew, gitara, instrumenty klawiszowe), Christopher Bear (perkusja, śpiew towarzyszący), Ed Droste (śpiew, gitara, instrumenty klawiszowe) i Chris Taylor (bas, śpiew towarzyszący, inne instrumenty, producent). Ich muzyka często określana jest mianem rocka eksperymentalnego oraz folk rocka. Wykorzystują głównie gitary oraz harmonie wokalne. Grupa ta jest jedną z niewielu grup nieelektronicznych związanych z Warp Records.

## Dyskografia

### Albumy
- Horn of Plenty (2004)
- Yellow House (2006)
- Veckatimest (2009)
- Shields (2012)
- Painted Ruins (2017)

### EPki
- Friend (2007)

### Inne
- Horn of Plenty (The Remixes) (2005)
- Sorry for the Delay (2006)

### Single
- "On a Neck, On a Spit" (2006)
- "Knife" (2007)
- "Live On KCRW" (2009)
- "Two Weeks" (2009)
- "While You Wait for the Others" (2009)
- "Cheerleader" (2009)
- "Sleeping Ute" (2012)
- "Yet Again" (2012)